# Lucas Martí
Lucas Martí (Buenos Aires, 20 de octubre de 1978) es un músico, productor y cantautor argentino. Es hijo del fotógrafo Eduardo Dylan Martí y hermano del músico Emmanuel Horvilleur.

## Biografía
Martí nació en Buenos Aires. Encabezó la banda A-Tirador Láser, con la cual grabó cinco discos y un simple entre 1996 y 2004.
En julio de 2019, anunció que dejaba el pop para volcarse al rock pesado. El concierto despedida se tituló "Me retiro del pop".
También ha expuesto como artista plástico, sus bordados y pinturas.

## Discografía como solista
- 2005: Simplemente
- 2005: Primer y último acto de noción
- 2006: Tu entregador
- 2008: Pon en práctica tu ley
- 2009: Segundo y último acto de noción
- 2011: Por 200 años más (EP).
- 2012: Tercer y último acto de noción
- 2013: El gran desconocido popular
- 2014: El hijo principal
- 2016: Las sombras que evadimos
- 2018: Nada es lo que parece
- 2021: La ausencia
- 2022: La memoria de un kiss
- 2023: Salero Malero junto a Pfango
- 2023: Bocado a Bocado junto a Uma Costa
- 2024: Infiel
- 2024: El sonido de lo que nadie quiere ver,Vol1:Asalto al regimiento de la tablada.
- 2024: El sonido de lo que nadie quiere ver,Vol2: Operación Algeciras (Malvinas)
- 2024: El sonido de lo que nadie quiere ver,Vol3: Narcotrafico,crimen y discriminación: Así lo vencimos!

## LYL
- 2018:  Igualdad (Lucas Martí y Lara Pedrosa)

## Altagama
- 2014:  Altagama
- 2014:  Alta Navidad (Simple)
- 2015:  Interpretaciones

## Varias artistas (proyecto paralelo)
- 2007: Papa
- 2011: Se puede
- 2015: Presión Social

## Discografía A-tirador laser
- 1996: Tropas de bronce
- 1998: Sunburst
- 2000: Braiatan
- 2002: Otro Rosa
- 2003: Rasante oscuridad (EP).
- 2004: El título es secreto

### 2005: «Simplemente» y «Primer y último acto de noción»
En 2005 trabajó en el álbum debut de Migue García. Ese mismo año editó sus dos primeros trabajos solistas:
- Simplemente
- Primer y último acto de noción.[10]

### 2006: «Tu entregador»
En 2006 editó Tu entregador, su tercer disco, a través del sello Los Años Luz. Martí (voz y guitarras) estuvo acompañado por:
- Diego Arcaute: batería y percusión
- Ezequiel Kronenberg (guitarrista de la banda Rosal): bajo
- María Ezquiaga: voz y guitarra
- Juan Ravioli: teclados y coros.

Los invitados fueron:
- Emmanuel Horvilleur: voz en Apurar
- Andrés Ravioli: trompeta en Celosón
- Migue García: voz en Metida de amor profundo.

### 2007: «Papá»
En 2007 postergó su trabajo solista para dedicarse a la producción del proyecto indie Papá, en el cual compuso canciones y convocó para grabarlas a conocidas 12 voces femeninas:
1. Supermal, con Noelia Mourier (de Coco) y Natalia Cabrera.
2. Patrullero, con Juliana Gattas (de Miranda!) y María Ezquiaga (de Rosal).
3. IOA, con Javiera Mena.
4. O buena o mala, con María Ezquiaga.
5. De flor en flor, con Paula Meijide y Liza Casullo (de Doris).
6. A un lado, mamá, con Naila Borensztein (del grupo No Lo Soporto).
7. Capricho en andas, con Shedona Hushyis.
8. Todos iguales, con Juliana Gattas y Liza Casullo.
9. Mi tesoro, con Mariana Baraj.
10. Por él a vos, por vos a ella, con Javiera Mena y Emme.
11. Balanza, con Mariana Baraj y la actriz Antonella Costa.[12][13]

- Lucas Martí: guitarra, teclados y batería.
- Ezequiel Kronenberg: bajo y guitarra eléctrica.
- Marcelo Baraj: batería
- Diego Arcaute: batería.[14]

### 2008: «Pon en práctica tu ley»
En 2008 grabó su trabajo solista Pon en práctica tu ley. Fue grabado con instrumentos fabricados antes de 1985 para lograr un verdadero sonido de época, sin la intervención de computadoras.
Lo acompañaron:
- Marcelo Baraj: batería
- Nicolás Pedrero: guitarras
- Ezequiel Kronenberg: bajo
- Alejandro Carrau: teclados.

El primer corte difusión fue Date y dame, a dúo con la cantante chilena Javiera Mena.

### 2009: «Segundo y último acto de noción»
En 2009 editó Segundo y último acto de noción, mediante el sello Los Años Luz Discos.
- Lucas Martí: voz, guitarra, piano, teclados, percusión
- Migue García: teclado
- Ezequiel Kronemberg: bajo[17]

### 2011: «Se Puede»
Segundo disco del proyecto Varias Artistas en el que participan, Julieta Venegas, Javiera Mena, Daniela Herrero, Deborah de Corral, Maria Ezquiaga, Emme entre otras artistas. Editado por Pop Art el disco cuenta con 15 canciones de la autoría de Lucas Marti.

### (Por 200 años más)
Contiene cuatro temas nuevos y una versión de «Aventurero». Este es un nuevo trabajo de Martí como solista tras la edición del reciente álbum Se puede de Varios Artistas, proyecto paralelo, en este caso un disco EP de cinco canciones de las cuales cuatro son nuevas y la última del disco, de nombre «Aventurero», es una versión eléctrica de la canción incluida en Segundo y último acto de noción (2009).
En 2012 se publicó Tercer y último acto de noción. Este tercer acto desafía los límites autoimpuestos en los dos primeros discos y suma algunos elementos nuevos. Si bien respeta la idea de un disco más bien íntimo, carente de baterías y en formato pop, este nuevo trabajo suma programaciones en casi todos los temas y las voces de María Ezquiaga y Julieta Brotsky. Contiene 12 temas que transitan distintos estilos. Hay ideas acústicas y otras que se aproximan a los sintetizadores y a sonidos industriales, escapándole a la idea de disco folk acústico.
En 2013 editó junto a su banda El gran desconocido popular una de sus discos más fuertes y un retorno al pop.
En 2014: grabó El hijo principal, un disco de piano y voz, canciones escritas por Lucas Martí e interpretadas y arregladas por Darío Jalfin en piano, con el sello Los Años Luz Discos.
En 2014 editó junto a Yul Acri y Cyn Rosenfeld el primer disco de trio electro pop Altagama.

## Otros trabajos
También trabajó con otros artistas como Gustavo Cerati, Emmanuel Horvilleur, Migue García, Los Látigos, Leo García, Montecarlo Jazz Ensamble y Déborah del Corral, entre otros.